# تطوير التكنولوجيا التشاركية
تطوير التكنولوجيا التشاركية هو نهج للتعليم والتطوير يُستخدم في التطوير العالمي كجزء من المشروعات والبرامج  المتعلقة بالزراعة المستدامة.  هذا النهج يتضمن التعاون بين الباحثين والمزارعين في تحليل المشاكل الزراعية واختبار الأعمال الزراعية البديلة.